# Petr Kučera (tłumacz)
Petr Kučera (ur. 1978 w Libercu) – czeski turkolog i tłumacz.
Jest absolwentem praskiego Uniwersytetu Karola (UK), gdzie studiował turkologię, historię i kulturę krajów islamskich oraz teorię i historię literatury krajów Azji i Afryki. Odbył wieloletnie staże na uczelniach w Berlinie, Ankarze, Stambule i Princeton. Objął stanowisko wykładowcy historii i literatury tureckiej na Uniwersytecie w Hamburgu.
Zajmuje się współczesną literaturą turecką oraz literaturą późnoosmańską, a także przemianami społeczno-kulturowymi w Turcji w XIX wieku i na początku XX wieku. Tworzy przekłady literatury tureckiej, m.in. twórczości Orhana Pamuka.
Jest redaktorem sekcji tureckiej serwisu iLiteratura.cz.

## Twórczość

### Książki
- Z Istanbulu až na konec světa: Osmanské cetopisy z přelomu 19. a 20. století. Academia, Praga 2019 (współautorstwo: J. Malečková).
- Podrobná gramatika turečtiny. Lingea, Brno 2014
- Türkçe-Çekçe ve Çekçe-Türkçe Konuşma Kılavuzu. Yargı Yayınevi, Ankara 2007

### Przekłady
- Orhan Pamuk: Jmenuji se Červená (z tureckiego; oryg. Benim Adım Kırmızı, wyd. czeskie 2007)
- Orhan Pamuk: Sníh (z j. tureckiego; oryg. Kar, wyd. czeskie 2009)
- Orhan Pamuk: Bílá pevnost (z j. tureckiego; oryg. Beyaz Kale, wyd. czeskie 2010)
- Klaus Kreiser a Christoph Neumann: Dějiny Turecka (z j. niemieckiego; oryg. Kleine Geschichte der Türkei, wyd. czeskie 2010)
- Orhan Pamuk: Černá kniha (z j. tureckiego; oryg. Kara Kitap, wyd. czeskie 2011)
- Orhan Pamuk: Muzeum nevinnosti (z j. tureckiego; oryg. Masumiyet Müzesi, wyd. czeskie 2012)
- Orhan Pamuk: Tichý dům (z j. tureckiego; oryg. Sessiz Ev, wyd. czeskie 2014)
- Çiler İlhan: Exil (z j. tureckiego; oryg. Sürgün, wyd. czeskie 2015)
- Orhan Pamuk: Istanbul. Vzpomínky a město (z j. tureckiego; orig. İstanbul. Hatıralar ve şehir, wyd. czeskie 2015).
- Rainer Hermann: Konečná stanice islámský stát? (z j. niemieckiego, wraz z J. Kučerovą, 2016).
- Orhan Pamuk: Jiné barvy (z j. tureckiego; wybór esejów, 2017).
- Orhan Pamuk: Cosi divného v mé hlavě (z j. tureckiego; oryg. Kafamda Bir Tuhaflık, 2020)